# Biserica de lemn din Ribicioara

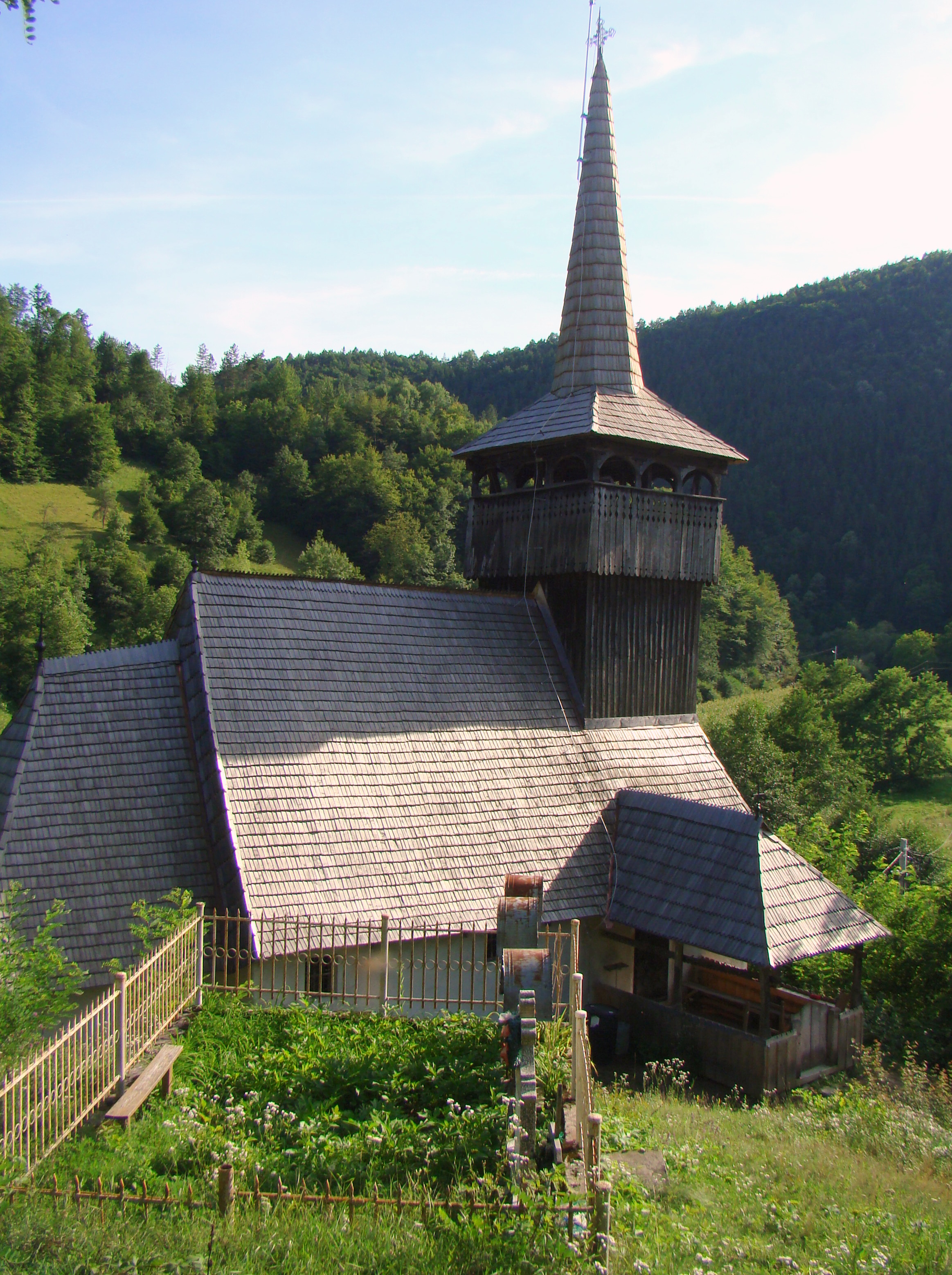
Biserica de lemn „Cuvioasa Paraschiva” din Ribicioara, comuna Ribița, județul Hunedoara, foto: iulie 2009

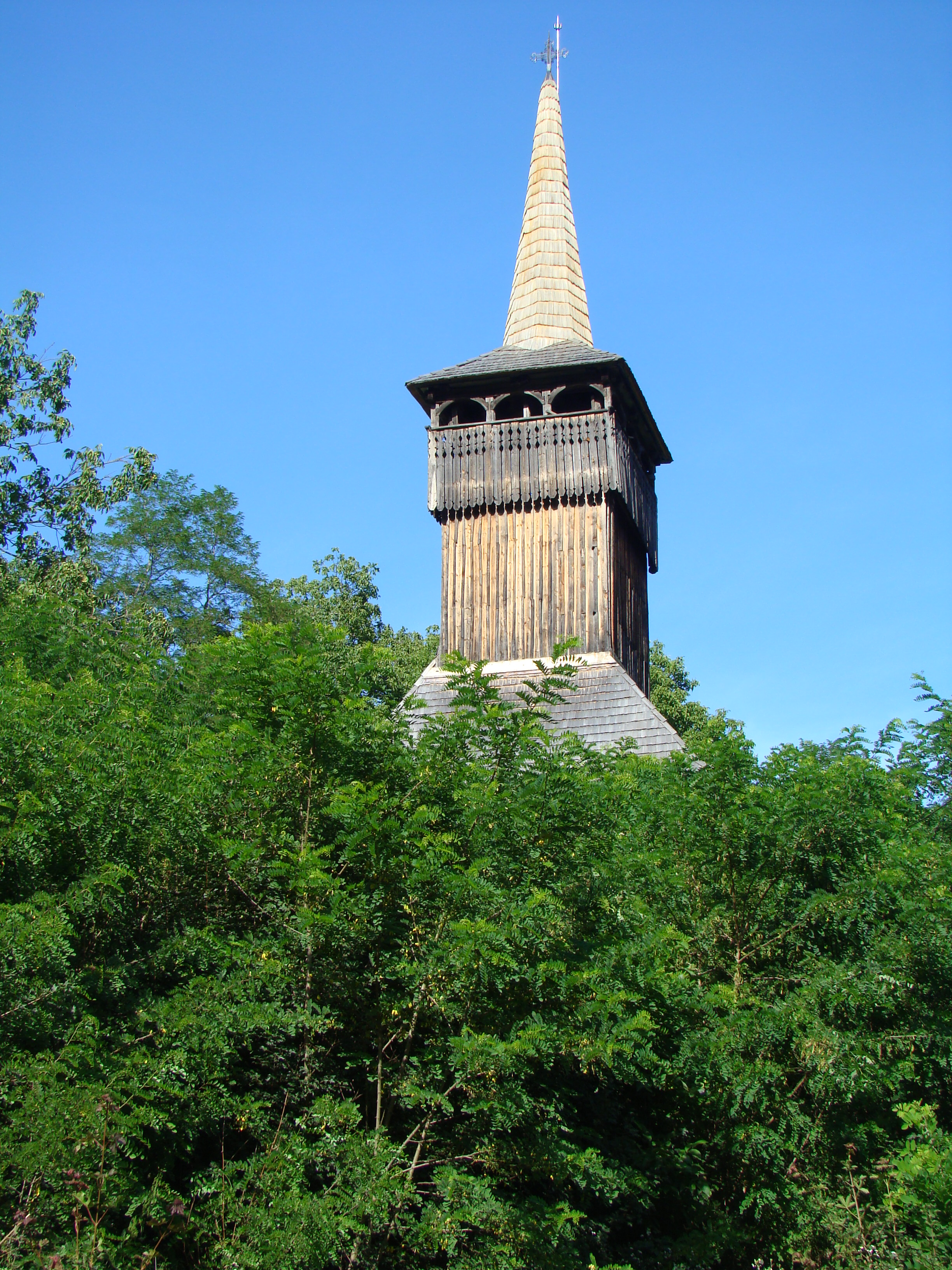

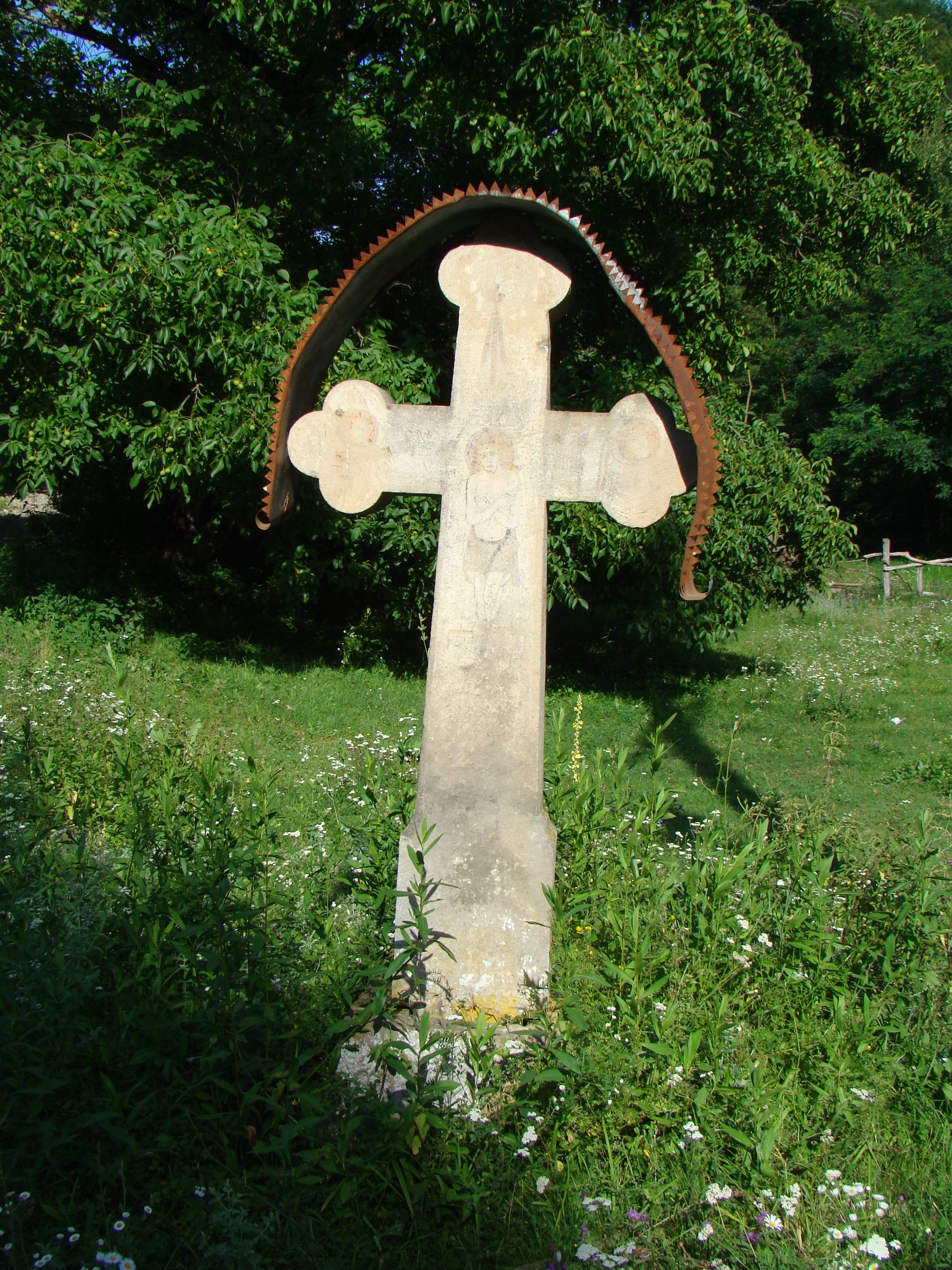

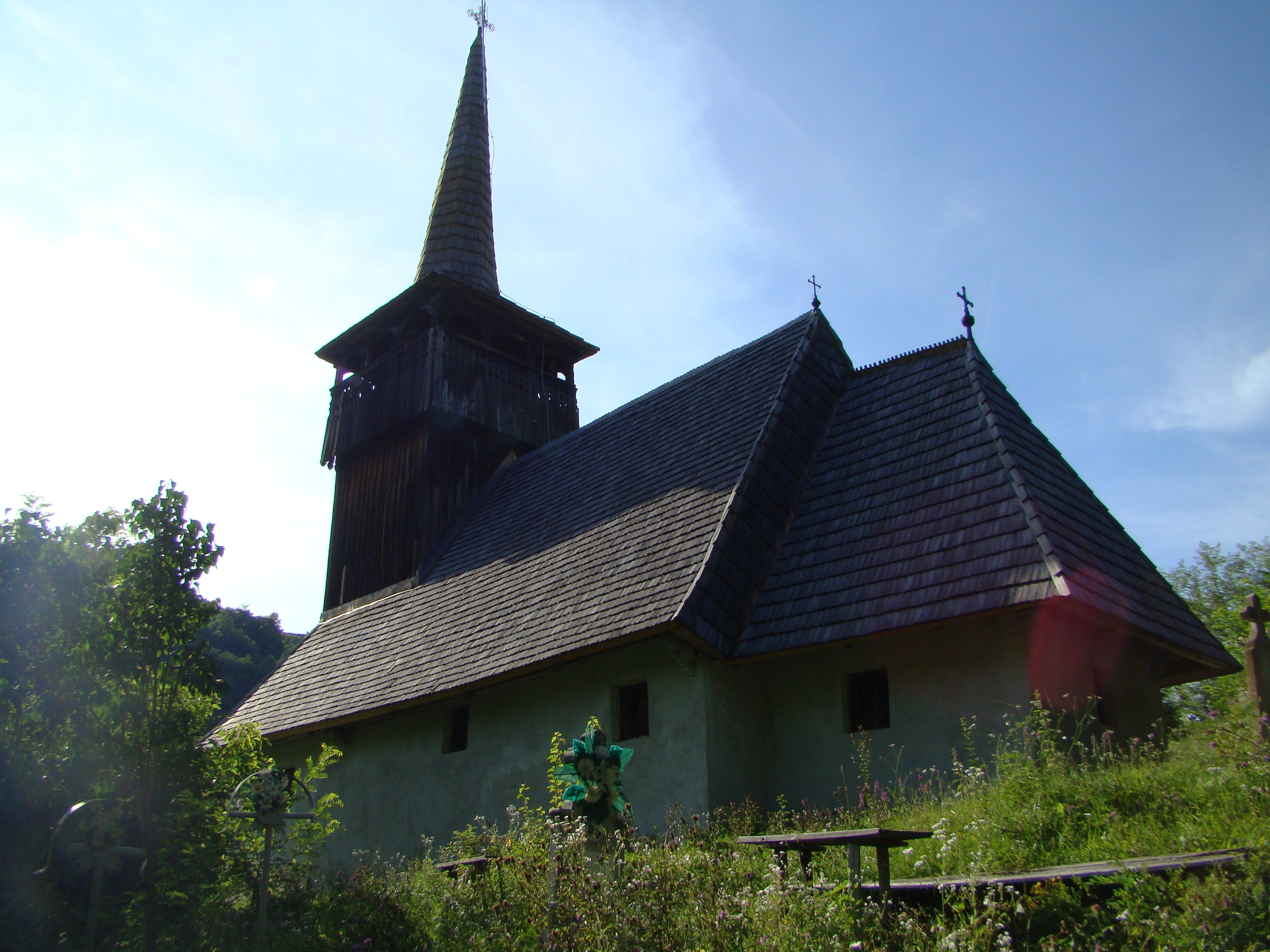

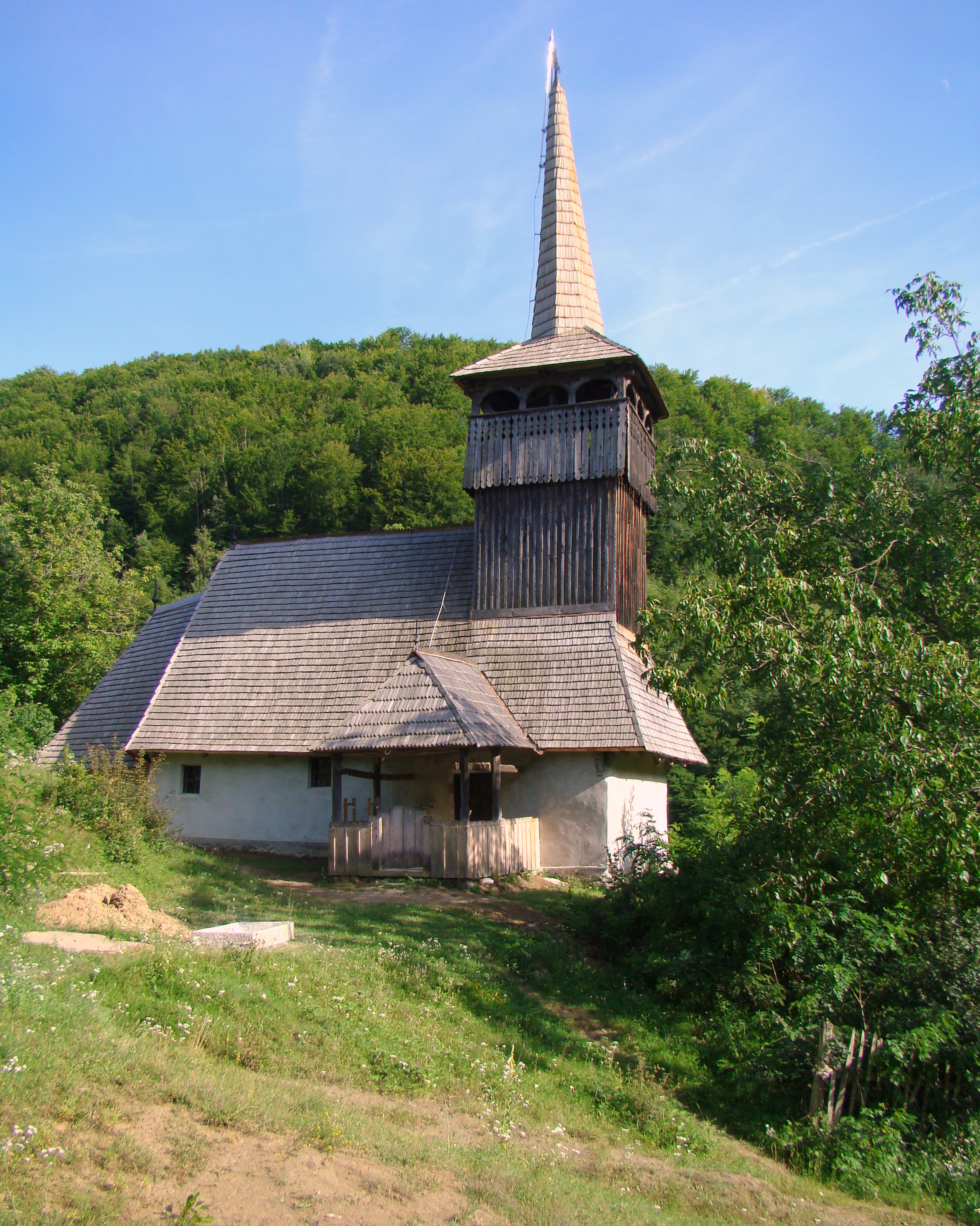

Biserica de lemn din Ribicioara, comuna Ribița, județul Hunedoara a fost ctitorită în 1763. Are hramul „Sfânta Cuvioasă Paraschiva” (14 octombrie). Figurează pe lista monumentelor istorice, cod LMI HD-II-m-A-03430.

## Istoric și trăsături
Satul Ribicioara a fost atestat documentar de la 1441. Biserica cu hramul „Cuvioasa Paraschiva" ridicată, probabil, în secolul al XVIII-lea, are o navă dreptunghiulară, cu altarul decroșat, pătrat. Turnul clopotniță, cu foișorul în arcade, se prelungește cu un coif înalt, ascuțit. Acoperișul naosului este mult mai înalt decât al altarului și are învelitoare din șiță, fiind reparat recent cu fonduri provenind din contribuția enoriașilor . Pe latura de sud a bisericii a fost adăugat un mic pridvor, probabil cu prilejul renovării bisericii, când lăcașul a fost tencuit la interior și exterior, a fost înălțată bolta semicilindrica a naosului, a fost executat corul, pe balustrada căruia s-a consemnat: „Această sfântă biserică s-au înnoit în anul 1865 de Ioan Cuc Zugrav din Valea Lupșii, prin îndemnarea parohului din Junc, fiind administrator la Ribicioara". Pictura tâmplei, cât și cea din altar a fost realizată de penelul unui zugrav din secolul al XVIII-lea.

## Imagini

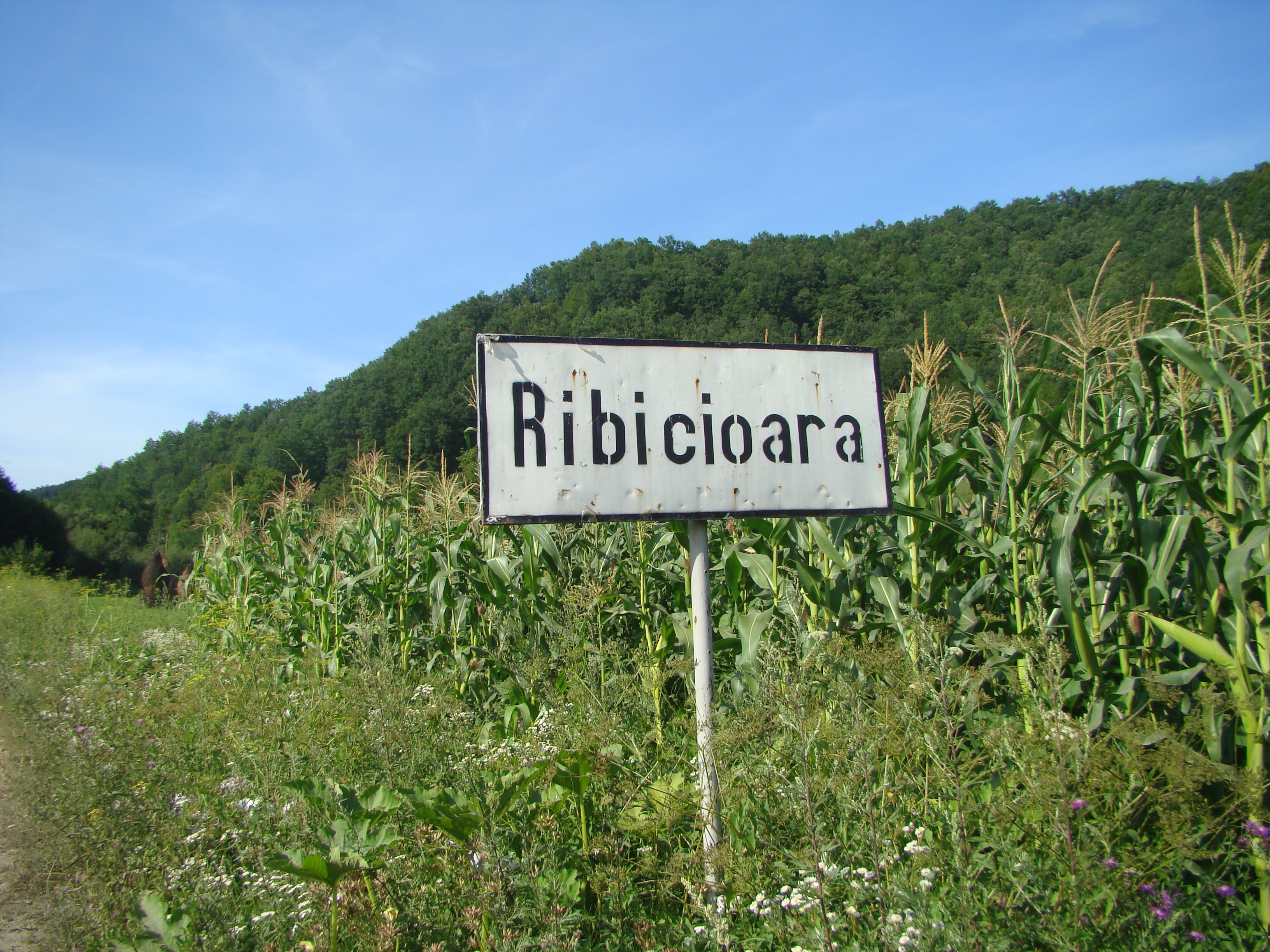
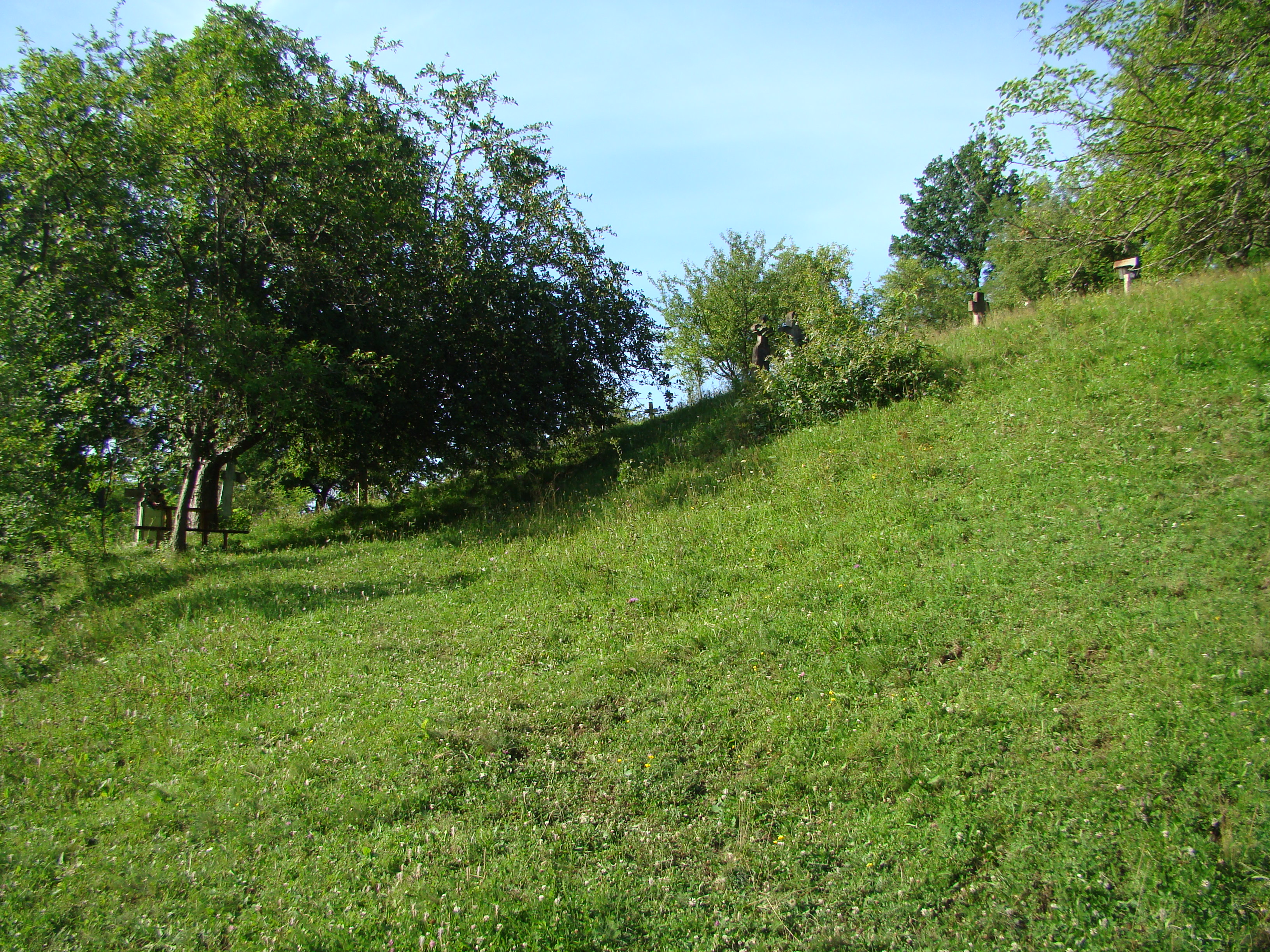
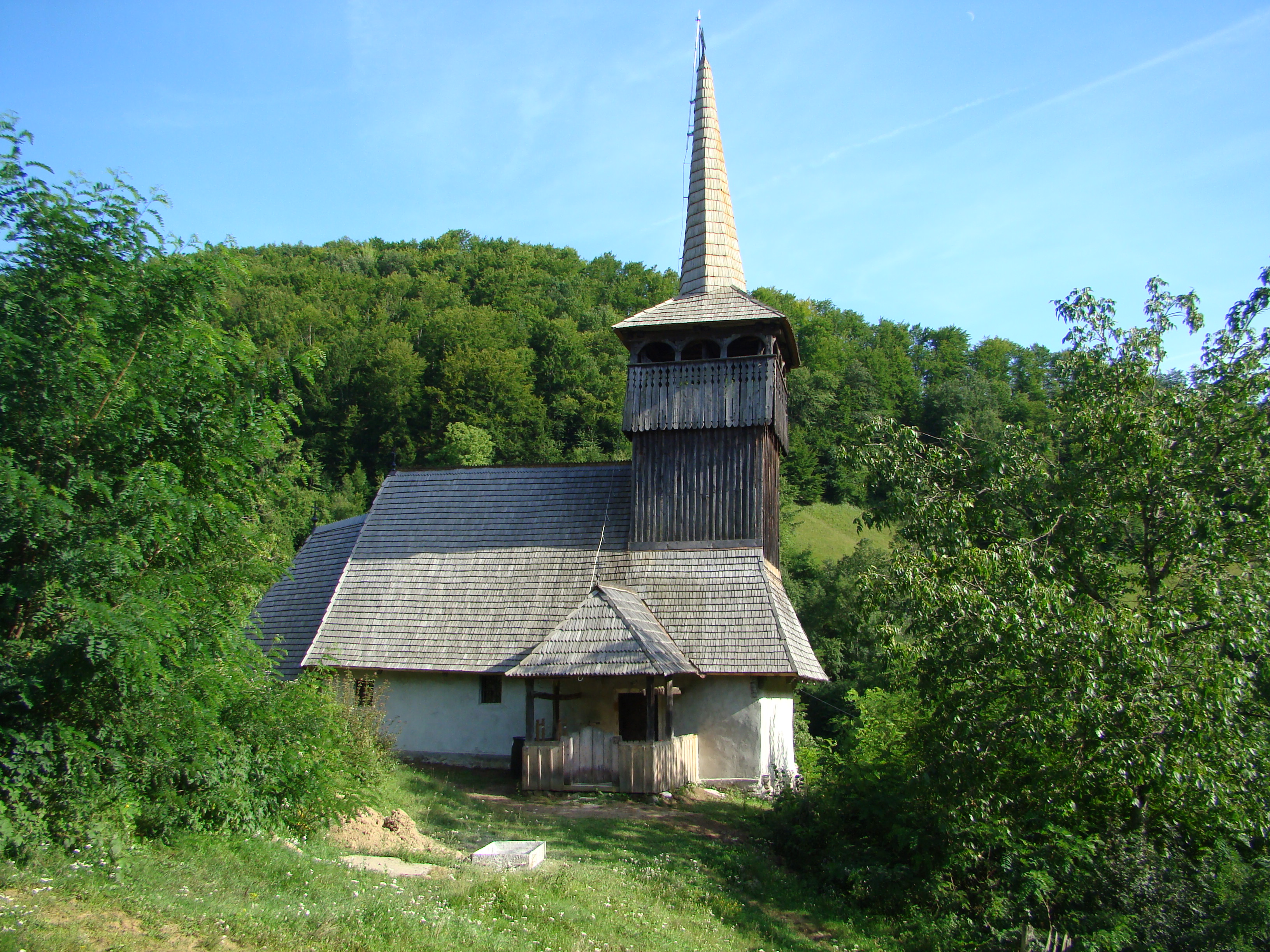
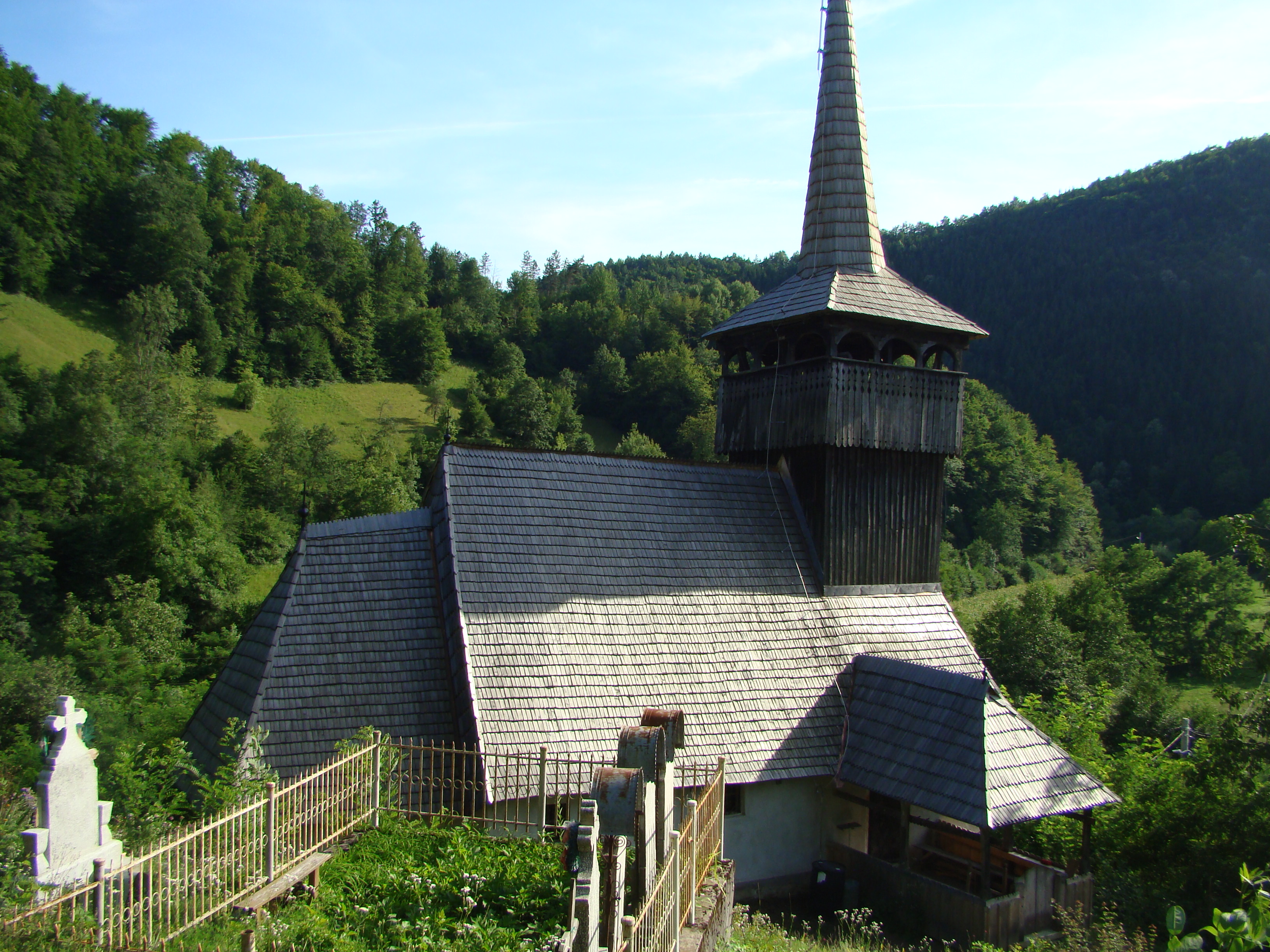
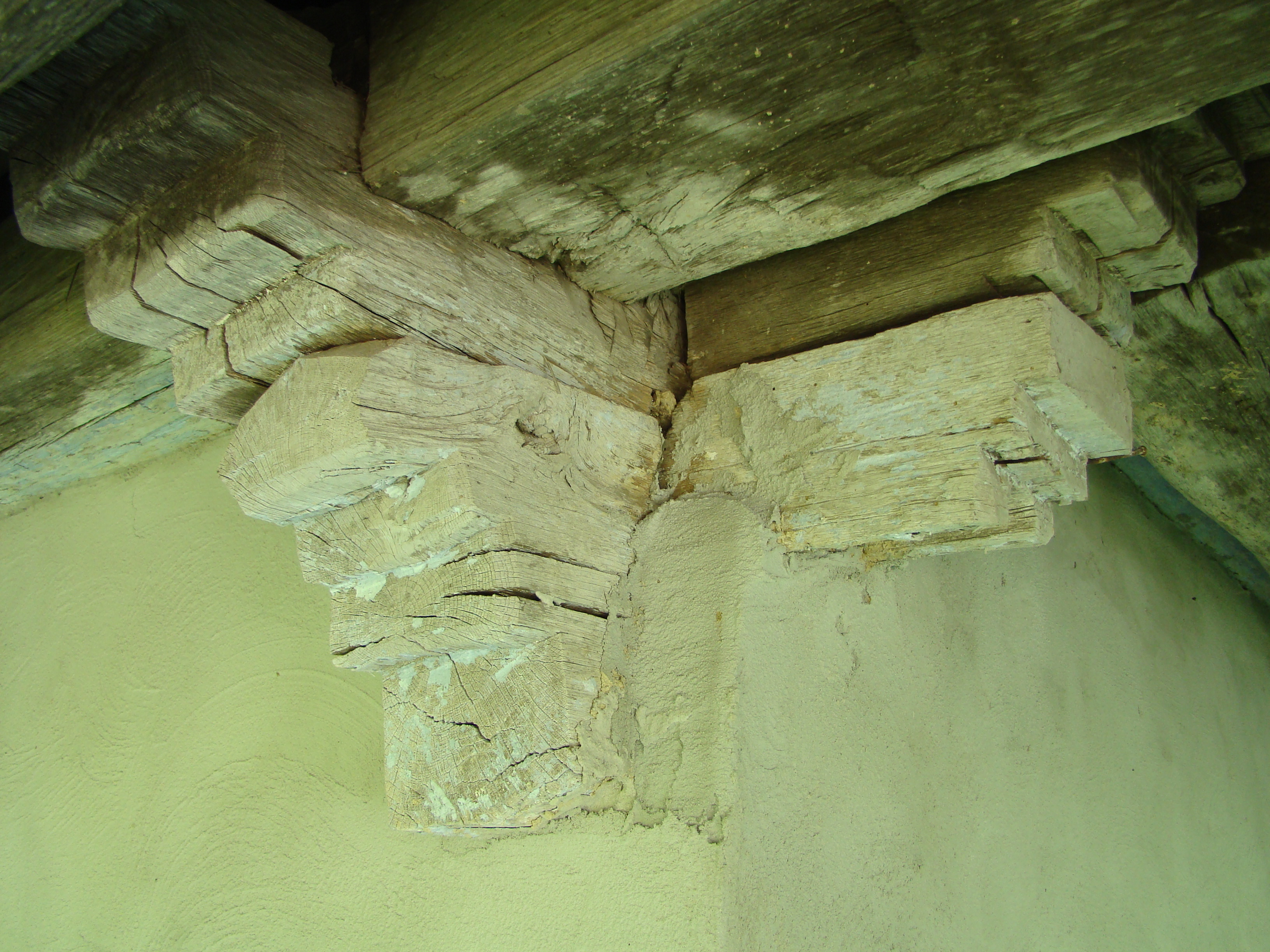
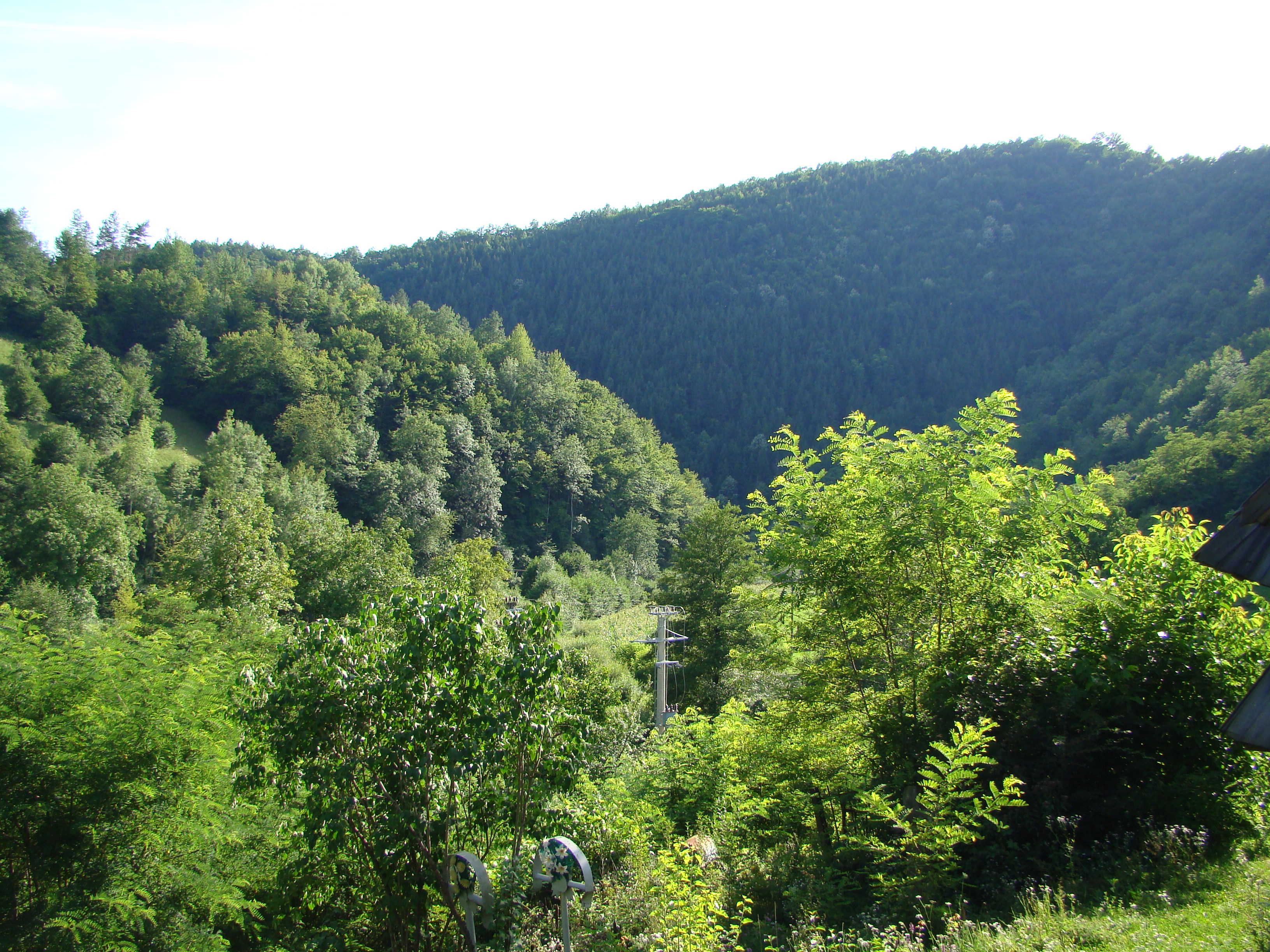
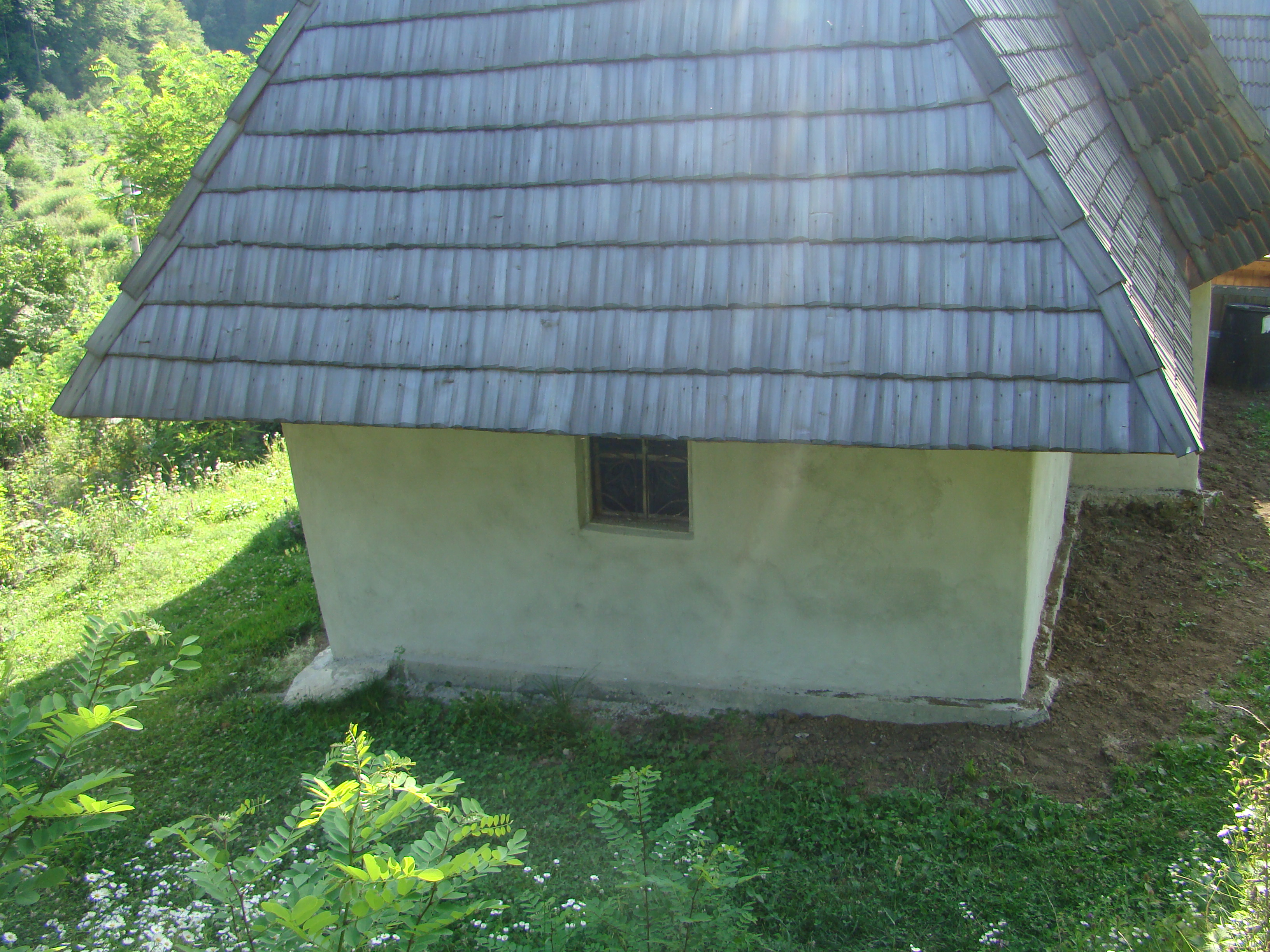
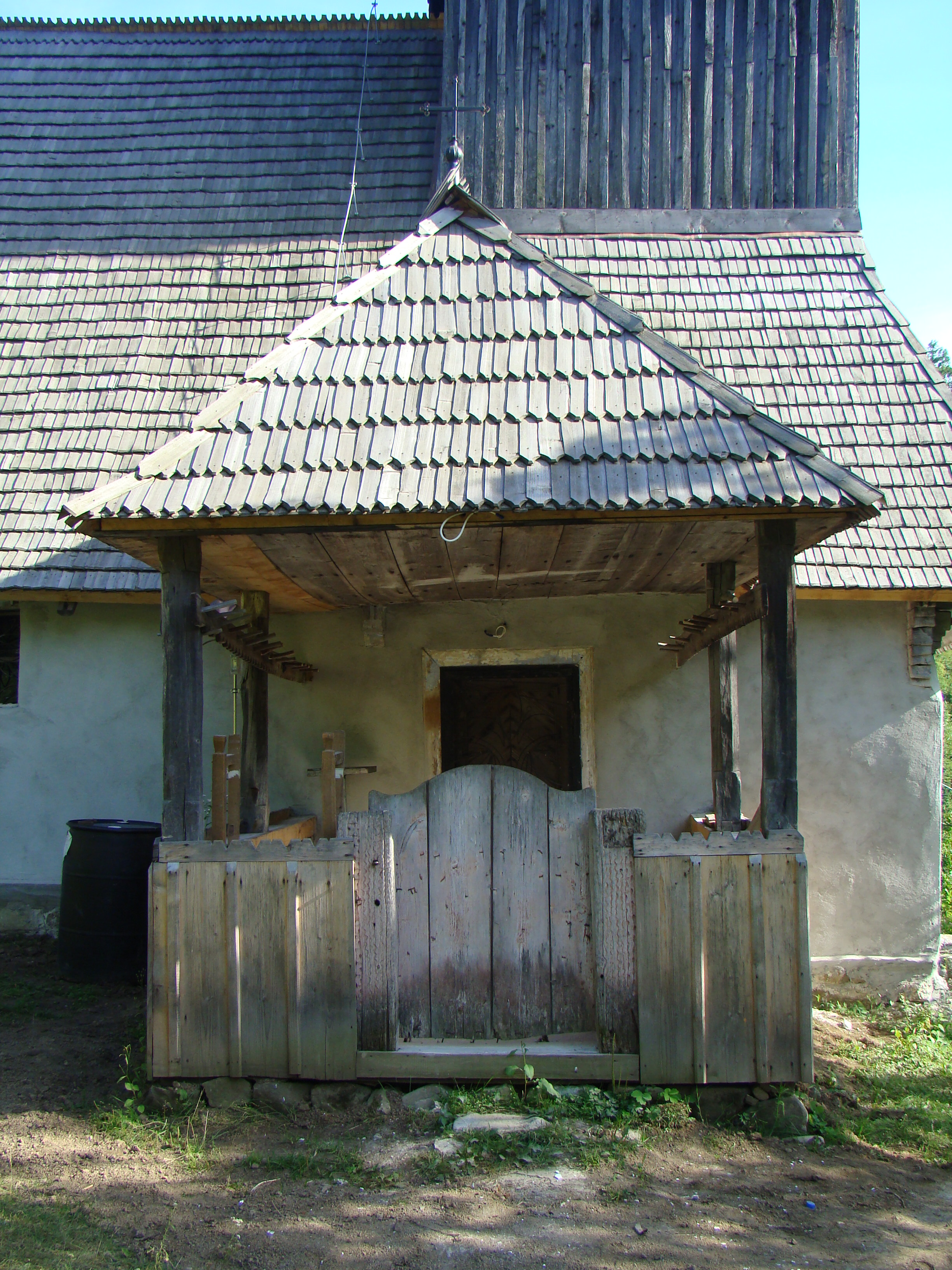
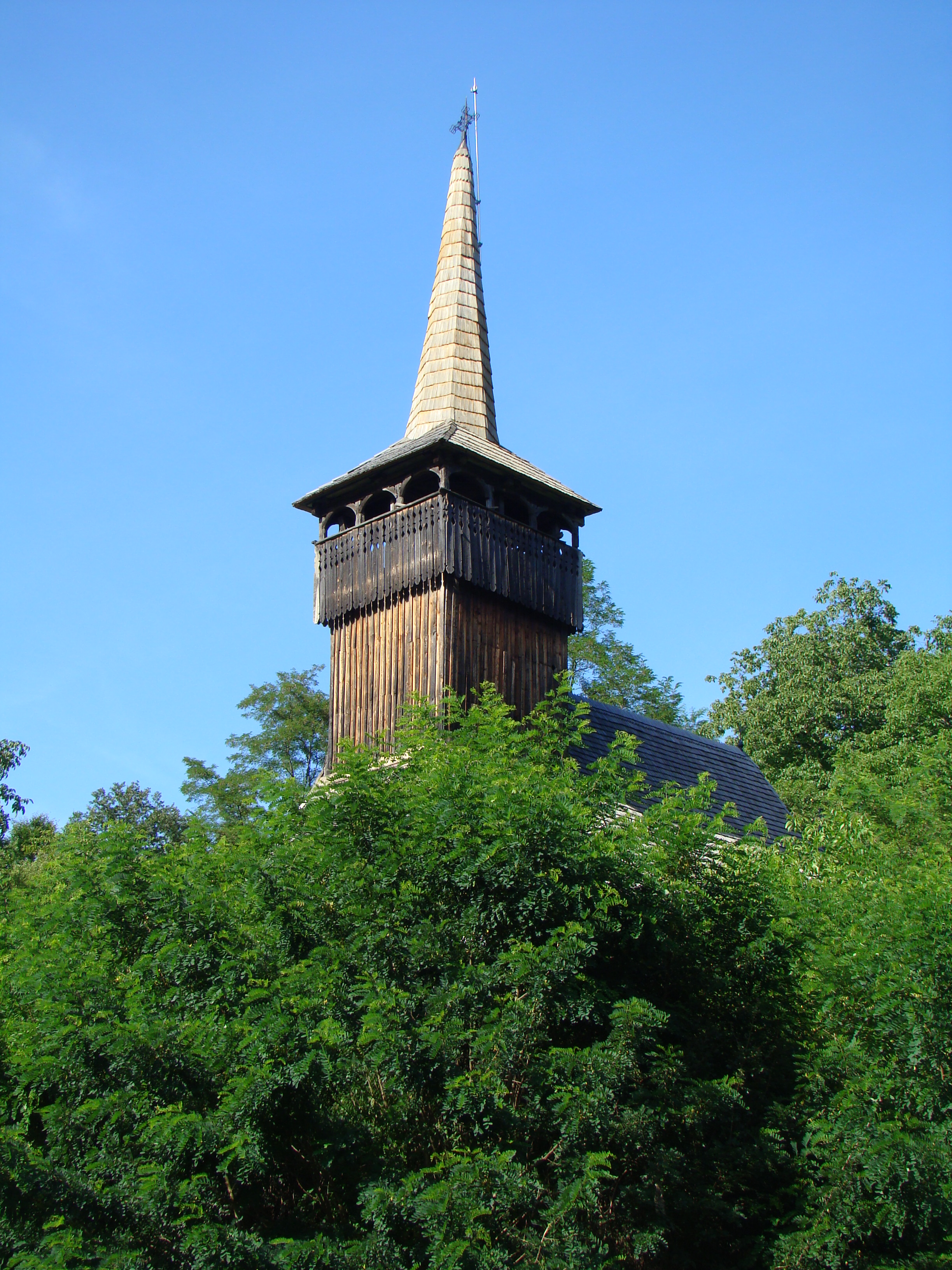
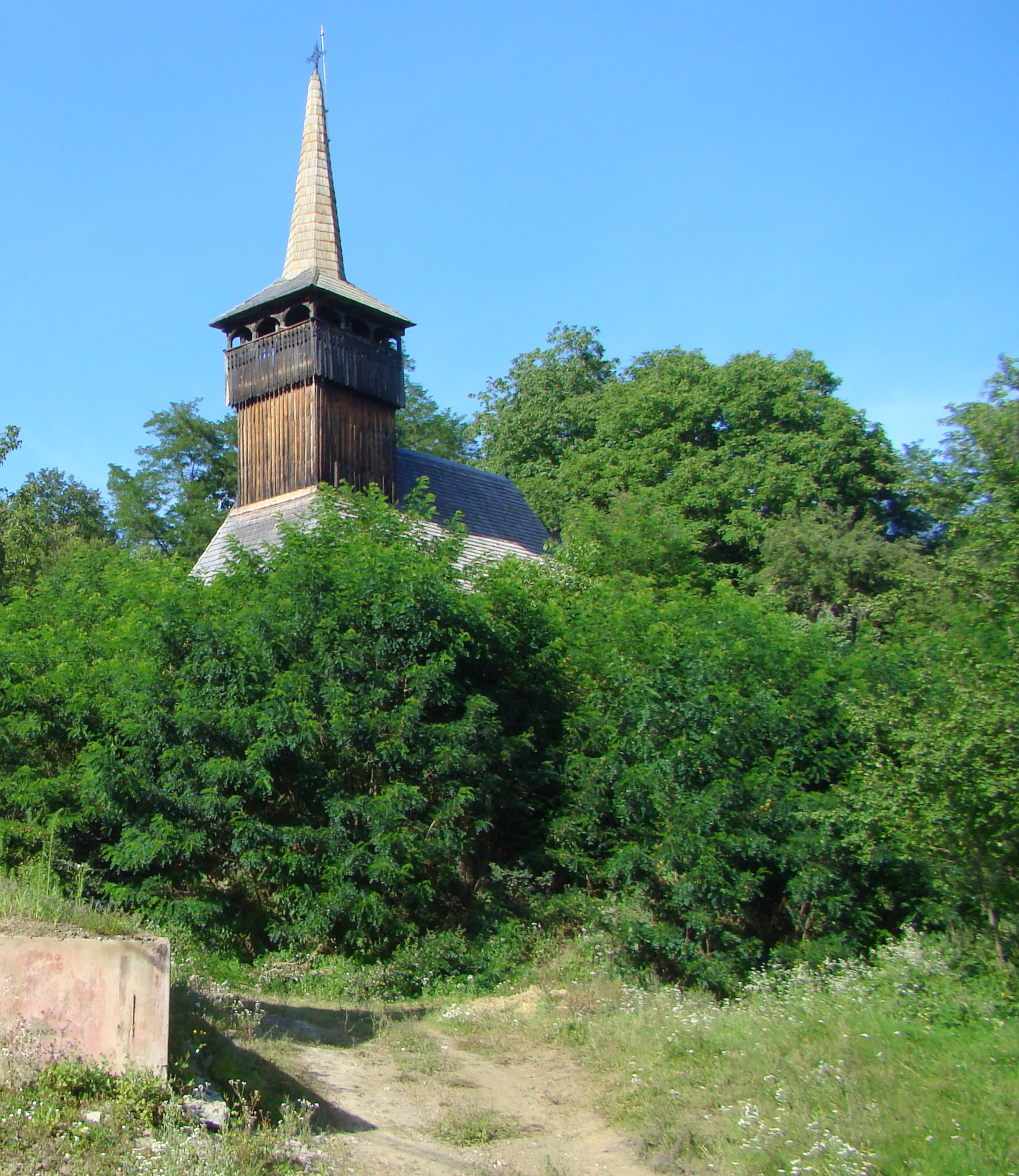